# Солари, Сантьяго
Сантья́го Эрна́н Сола́ри По́джо (исп. Santiago Hernán Solari Poggio; род. 7 октября 1976[…], Росарио, Санта-Фе) — аргентинский футболист и футбольный тренер.

## Биография
Сантьяго Солари родился 7 октября 1976 года в Росарио. Происходит из футбольной семьи, профессиональными футболистами были его отец Эдуардо и дядя Хорхе, брат Эстебан, продолжают выступать другой брат Давид и племянник Аугусто. Хорхе и Эдуардо стояли у истоков клуба и футбольной академии, названных в честь Ренато Чезарини, а также много тренировали за рубежом. Сантьяго в детстве часто сопровождал отца в его поездках и, по собственным словам, от него узнал многое о тренерской работе.
После окончания школы отправился в США для изучения английского языка. Там начал играть за «Ричард Стоктон Колледж», а позже, после возвращения на родину, попал в структуру одного из самых сильных клубов Аргентины — «Ньюэллс Олд Бойз».
Свою карьеру Сантьяго начинает в основной команде «Ньюэллс», но её игроком считался лишь формально, выступая за дубль. В 1995 году Солари переходит в «Ривер Плейт» (сумма сделки составила 500 тысяч долларов). В то же время игрок поступает в Национальный институт физического образования, где учится на преподавателя. 12 мая 1996 года Солари дебютирует в матче первого дивизиона, где «Ривер Плейт» побеждает «Депортиво» со счётом 2:0. В составе «миллионеров» выиграл Кубок Либертадорес, Клаусуру и Апертуру.
14 января 1999 года Сантьяго Солари перешёл в испанский «Атлетико Мадрид» (сумма сделки составила 5 млн долларов). Дебютировал в Ла Лиге 7 февраля против «Саламанки» (1:2) В первом же сезоне в составе «матрасников» Солари стал основным игроком. В целом же до конца сезона сыграл в 12 матчах чемпионата и забил один гол. Следующий сезон стал лучшим для Сантьяго: он забил шесть мячей в 34 матчах Ла Лиги, но «матрасники» вылетели из Примеры.
В июле 2000 года переходит в «Реал Мадрид» (сумма сделки составила 5 млн долларов). Дебют за «сливочных» состоялся 27 июля в товарищеском матче со швейцарским «Серветтом». В этом матче «Реал» проиграл со счётом 3:4, но Солари удалось забить один гол. В первом году Сантьяго был дублёром Зинедина Зидана, лишь иногда заменяя француза на поле. Тем не менее, это не помешало Солари выиграть с «Реалом» чемпионат и Суперкубок Испании. В следующем сезоне ему удалось стать основным игроком команды и выиграть Лигу чемпионов.
Лучшим сезоном Солари стал 2003/04, в котором аргентинец забил пять мячей в 34 матчах, в 15 из которых выходил в старте, отыграв всего 1 539 минут. Тем не менее его клуб занял лишь четвертую позицию в Ла Лиге и не выиграл ни одного трофея за сезон.
К итальянскому «Интернационале» Солари присоединился после пяти сезонов, проведённых в королевском клубе. В составе «нерадзурри» Сантьяго выиграл три титула чемпиона и Кубок Италии.
С 2008 по 2011 год играл за ряд южноамериканских клубов — аргентинский «Сан-Лоренсо», мексиканский «Атланте» и уругвайский «Пеньяроль». В 2011 году завершил карьеру футболиста.
Через 2 года после окончания активных выступлений Солари перешёл на тренерскую работу, возглавив юношескую команду «Реала». В 2016 году был переведён в «Кастилью», с которой работал на протяжении двух сезонов.
После разгромного поражения от «Барселоны» в матче 10-го тура испанской Ла Лиги 30 октября 2018 года Сантьяго Солари стал исполняющим обязанности главного тренера первой команды «Реала» вместо Хулена Лопетеги, который был уволен за неудовлетворительные результаты (на момент увольнения команда занимала только 9-е место в турнирной таблице). В первых 4 играх при аргентинце «сливочные» одержали 4 победы с общей разницей мячей 15:2. Это лучший стартовый результат среди тренеров «королевского клуба» с момента его основания. После такого убедительного дебюта руководство клуба решило подписать с Солари полноценный контракт до 2021 года. 11 марта 2019 Сантьяго Солари был уволен с поста главного тренера «Реала». Под его руководством «Реал» вылетел из Кубка Испании и Лиги чемпионов, а в чемпионате Испании занимал третье место, с отставанием от «Барселоны» на 12 очков.

## Тренерская статистика
| Команда                 | Начало работы   | Завершение работы | Показатели | Показатели | Показатели | Показатели | Показатели | Показатели | Показатели | Показатели |
| Команда                 | Начало работы   | Завершение работы | М          | В          | Н          | П          | ЗМ         | ПМ         | РМ         | % побед    |
| ----------------------- | --------------- | ----------------- | ---------- | ---------- | ---------- | ---------- | ---------- | ---------- | ---------- | ---------- |
| Реал Мадрид (Juvenil A) | 4 января 2016   | 23 июня 2016      | 24         | 16         | 6          | 2          | 59         | 22         | +37        | 066,67     |
| Реал Мадрид Кастилья    | 23 июня 2016    | 29 октября 2018   | 86         | 32         | 29         | 25         | 112        | 92         | +20        | 037,21     |
| Реал Мадрид             | 30 октября 2018 | 11 марта 2019     | 32         | 22         | 2          | 8          | 72         | 37         | +35        | 068,75     |
| Америка (Мехико)        | 29 декабря 2020 | наст. вр.         | 10         | 7          | 1          | 2          | 15         | 7          | +8         | 070,00     |
| Итого                   | Итого           | Итого             | 152        | 77         | 38         | 37         | 258        | 158        | +100       | 050,66     |

## Достижения

#### В качестве игрока
«Ривер Плейт»
- Обладатель Кубка Либертадорес: 1996
- Чемпион Аргентины: 1997 (Апертура и Клаусура), 1998 (Апертура)

«Реал Мадрид»
- Чемпион Испании (2): 2000/01, 2002/03
- Обладатель Суперкубка Испании: 2001, 2003
- Победитель Лиги чемпионов УЕФА: 2001/02
- Обладатель Межконтинентального кубка: 2002

«Интернационале»
- Чемпион Италии (3): 2005/06, 2006/07, 2007/08
- Обладатель Кубка Италии: 2005/06

#### В качестве тренера
«Реал Мадрид»
- Клубный чемпионат мира: 2018